# Olympische Sommerspiele 2004/Schwimmen
Bei den Olympischen Sommerspielen 2004 in der griechischen Hauptstadt Athen fanden die Schwimmwettkämpfe im Olympic Aquatic Centre des Athens Olympic Sports Complex statt. Seit langer Zeit fanden internationale Meisterschaften wieder unter freiem Himmel statt. Das Dach wurde nämlich nicht gebaut, da man bis zum Beginn der Wettkämpfe nicht fertig geworden wäre.

## Bilanz

### Medaillenspiegel
| Platz  | Land                | Gold | Silber | Bronze | Gesamt |
| ------ | ------------------- | ---- | ------ | ------ | ------ |
| 1      | Vereinigte Staaten  | 12   | 9      | 7      | 28     |
| 2      | Australien          | 7    | 5      | 3      | 15     |
| 3      | Japan               | 3    | 1      | 4      | 8      |
| 4      | Niederlande         | 2    | 3      | 2      | 7      |
| 5      | Ukraine             | 2    | –      | 1      | 3      |
| 6      | Frankreich          | 1    | 2      | 3      | 6      |
| 7      | Polen               | 1    | 2      | –      | 3      |
| 8      | Südafrika           | 1    | 1      | 1      | 3      |
| 8      | Simbabwe            | 1    | 1      | 1      | 3      |
| 10     | China               | 1    | 1      | –      | 2      |
| 11     | Rumänien            | 1    | –      | 1      | 2      |
| 12     | Österreich          | –    | 2      | –      | 2      |
| 13     | Deutschland         | –    | 1      | 4      | 5      |
| 14     | Ungarn              | –    | 1      | 1      | 2      |
| 14     | Italien             | –    | 1      | 1      | 2      |
| 16     | Kroatien            | –    | 1      | –      | 1      |
| 16     | Russland            | –    | 1      | –      | 1      |
| 18     | Großbritannien      | –    | –      | 2      | 2      |
| 19     | Argentinien         | –    | –      | 1      | 1      |
| 19     | Trinidad und Tobago | –    | –      | 1      | 1      |
| Gesamt | Gesamt              | 32   | 32     | 33     | 97     |

### Medaillengewinner
Männer
| Disziplin           | Gold | Silber | Bronze |
| ------------------- | --- | --- | --- |
| 50 m Freistil       | Gary Hall junior | Duje Draganja | Roland Schoeman |
| 100 m Freistil      | Pieter van den Hoogenband | Roland Schoeman | Ian Thorpe |
| 200 m Freistil      | Ian Thorpe | Pieter van den Hoogenband | Michael Phelps |
| 400 m Freistil      | Ian Thorpe | Grant Hackett | Klete Keller |
| 1500 m Freistil     | Grant Hackett | Larsen Jensen | David Davies |
| 100 m Rücken        | Aaron Peirsol | Markus Rogan | Tomomi Morita |
| 200 m Rücken        | Aaron Peirsol | Markus Rogan | Răzvan Florea |
| 100 m Brust         | Kōsuke Kitajima | Brendan Hansen | Hugues Duboscq |
| 200 m Brust         | Kōsuke Kitajima | Dániel Gyurta | Brendan Hansen |
| 100 m Schmetterling | Michael Phelps | Ian Crocker | Andrij Serdinow |
| 200 m Schmetterling | Michael Phelps | Takashi Yamamoto | Stephen Parry |
| 200 m Lagen         | Michael Phelps | Ryan Lochte | George Bovell |
| 400 m Lagen         | Michael Phelps | Erik Vendt | László Cseh |
| 4 × 100 m Freistil  | Südafrika Roland Schoeman Lyndon Ferns Darian Townsend Ryk Neethling | Niederlande Johan Kenkhuis Mitja Zastrow Klaas-Erik Zwering Pieter van den Hoogenband Mark Veens (im Vorlauf)                                         | Vereinigte Staaten Ian Crocker Michael Phelps Neil WalkerJason Lezak Gabe Woodward (im Vorlauf) Nate Dusing (im Vorlauf) Neil Walker (im Vorlauf) Gary Hall junior (im Vorlauf) |
| 4 × 200 m Freistil  | Vereinigte Staaten Michael Phelps Ryan Lochte Peter Vanderkaay Klete Keller Scott Goldblatt (im Vorlauf) Daniel Ketchum (im Vorlauf)                                                   | Australien Grant Hackett Michael Klim Nicholas Sprenger Ian Thorpe Todd Pearson (im Vorlauf) Antony Matkovich (im Vorlauf) Craig Stevens (im Vorlauf) | Italien Emiliano Brembilla Massimiliano Rosolino Simone Cercato Filippo Magnini Matteo Pelliciari (im Vorlauf) Federico Cappellazzo (im Vorlauf)                                |
| 4 × 100 m Lagen     | Vereinigte Staaten Aaron Peirsol Brendan Hansen Ian Crocker Jason Lezak Lenny Krayzelburg (im Vorlauf) Mark Gangloff (im Vorlauf) Michael Phelps (im Vorlauf) Neil Walker (im Vorlauf) | Deutschland Steffen Driesen Jens Kruppa Thomas Rupprath Lars Conrad Helge Meeuw (im Vorlauf)                                                          | Japan Tomomi Morita Kōsuke Kitajima Takashi Yamamoto Yoshihiro Okumura |

Frauen
| Disziplin           | Gold | Silber | Bronze |
| ------------------- | --- | --- | --- |
| 50 m Freistil       | Inge de Bruijn | Malia Metella | Lisbeth Lenton |
| 100 m Freistil      | Jodie Henry | Inge de Bruijn | Natalie Coughlin |
| 200 m Freistil      | Camelia Potec | Federica Pellegrini | Solenne Figuès |
| 400 m Freistil      | Laure Manaudou | Otylia Jędrzejczak | Kaitlin Sandeno |
| 800 m Freistil      | Ai Shibata | Laure Manaudou | Diana Munz |
| 100 m Rücken        | Natalie Coughlin | Kirsty Coventry | Laure Manaudou |
| 200 m Rücken        | Kirsty Coventry | Stanislawa Komarowa | Antje Buschschulte Reiko Nakamura |
| 100 m Brust         | Luo Xuejuan | Brooke Hanson | Leisel Jones |
| 200 m Brust         | Amanda Beard | Leisel Jones | Anne Poleska |
| 100 m Schmetterling | Petria Thomas | Otylia Jędrzejczak | Inge de Bruijn |
| 200 m Schmetterling | Otylia Jędrzejczak | Petria Thomas | Yūko Nakanishi |
| 200 m Lagen         | Jana Klotschkowa | Amanda Beard | Kirsty Coventry |
| 400 m Lagen         | Jana Klotschkowa | Kaitlin Sandeno | Georgina Bardach |
| 4 × 100 m Freistil  | Australien Alice Mills Lisbeth Lenton Petria Thomas Jodie Henry Sarah Ryan (im Vorlauf)                                                                       | Vereinigte Staaten Lynn Joyce Natalie Coughlin Amanda Weir Jenny Thompson Colleen Lanne (im Vorlauf) Lindsay Benko (im Vorlauf) Maritza Correia (im Vorlauf)                         | Niederlande Chantal Groot Inge Dekker Marleen Veldhuis Inge de Bruijn Annabel Kosten (im Vorlauf)                                                 |
| 4 × 200 m Freistil  | Vereinigte Staaten Natalie Coughlin Carly Piper Dana Vollmer Kaitlin Sandeno Lindsay Benko (im Vorlauf) Rhi Jeffrey (im Vorlauf) Rachel Komisarz (im Vorlauf) | China Zhu Yingwen Xu Yanwei Yang Yu Pang Jiaying Li Ji (im Vorlauf) | Deutschland Franziska van Almsick Petra Dallmann Antje Buschschulte Hannah Stockbauer Janina-Kristin Götz (im Vorlauf) Sara Harstick (im Vorlauf) |
| 4 × 100 m Lagen     | Australien Giaan Rooney Leisel Jones Petria ThomasJodie Henry Brooke Hanson (im Vorlauf) Jessicah Schipper (im Vorlauf) Alice Mills (im Vorlauf)              | Vereinigte Staaten Natalie Coughlin Amanda Beard Jenny Thompson Kara Lynn Joyce Haley Cope (im Vorlauf) Tara Kirk (im Vorlauf) Rachel Komisarz (im Vorlauf) Amanda Weir (im Vorlauf) | Deutschland Antje Buschschulte Sarah Poewe Franziska van Almsick Daniela Götz                                                                     |

## Ergebnisse Männer

### 50 m Freistil
| Rang | Land | Athlet            | Zeit    |
| ---- | ---- | ----------------- | ------- |
| 1    | USA  | Gary Hall junior  | 21,93 s |
| 2    | CRO  | Duje Draganja     | 21,94 s |
| 3    | RSA  | Roland Schoeman   | 22,02 s |
| 4    | SWE  | Stefan Nystrand   | 22,08 s |
| 5    | USA  | Jason Lezak       | 22,11 s |
| 6    | AUS  | Brett Hawke       | 22,18 s |
| 7    | UKR  | Oleksandr Wolynez | 22,26 s |
| 8    | ALG  | Salim Iles        | 22,37 s |

Finale: 20. August 2004, 20:09 Uhr
Der Australier Brett Hawke stellte im 1. Halbfinale einen neuen Ozeanien-Rekord mit 22,07 s auf.

### 100 m Freistil
| Rang | Land | Athlet                    | Zeit    |
| ---- | ---- | ------------------------- | ------- |
| 1    | NED  | Pieter van den Hoogenband | 48,17 s |
| 2    | RSA  | Roland Schoeman           | 48,23 s |
| 3    | AUS  | Ian Thorpe                | 48,56 s |
| 4    | RSA  | Ryk Neethling             | 48,63 s |
| 5    | ITA  | Filippo Magnini           | 48,99 s |
| 6    | CRO  | Duje Draganja             | 49,23 s |
| 7    | ALG  | Salim Iles                | 49,30 s |
| 8    | RUS  | Andrei Kapralow           | 49,30 s |

Finale: 18. August 2004, 20:20 Uhr

### 200 m Freistil
| Rang | Land | Athlet                    | Zeit             |
| ---- | ---- | ------------------------- | ---------------- |
| 1    | AUS  | Ian Thorpe                | 1:44,27 min (OR) |
| 2    | NED  | Pieter van den Hoogenband | 1:45,23 min      |
| 3    | USA  | Michael Phelps            | 1:45,32 min (CR) |
| 4    | USA  | Klete Keller              | 1:46,13 min      |
| 5    | AUS  | Grant Hackett             | 1:46,56 min      |
| 6    | CAN  | Rick Say                  | 1:47,55 min      |
| 7    | GBR  | Simon Burnett             | 1:48,02 min      |
| 8    | ITA  | Emiliano Brembilla        | 1:48,40 min      |

Finale: 16. August 2004, 19:45 Uhr
Dieses Rennen wurde auf Grund seiner äußerst hochkarätigen Besetzung auch als „Race of the Century“ bekannt.

### 400 m Freistil
| Rang | Land | Athlet                | Zeit             |
| ---- | ---- | --------------------- | ---------------- |
| 1    | AUS  | Ian Thorpe            | 3:43,10 min      |
| 2    | AUS  | Grant Hackett         | 3:43,36 min      |
| 3    | USA  | Klete Keller          | 3:44,11 min (CR) |
| 4    | USA  | Larsen Jensen         | 3:46,08 min      |
| 5    | ITA  | Massimiliano Rosolino | 3:46,25 min      |
| 6    | RUS  | Juri Prilukow         | 3:46,69 min      |
| 7    | GRE  | Spyros Gianniotis     | 3:48,77 min      |
| 8    | JPN  | Takeshi Matsuda       | 3:48,96 min (CR) |

Finale: 14. August 2004, 19:54 Uhr

### 1500 m Freistil
| Rang | Land | Athlet            | Zeit              |
| ---- | ---- | ----------------- | ----------------- |
| 1    | AUS  | Grant Hackett     | 14:43,40 min (OR) |
| 2    | USA  | Larsen Jensen     | 14:45,29 min (CR) |
| 3    | GBR  | David Davies      | 14:45,95 min (CR) |
| 4    | RUS  | Juri Prilukow     | 14:52,48 min      |
| 5    | GRE  | Spyros Gianniotis | 15:03,69 min      |
| 6    | GBR  | Graeme Smith      | 15:09,71 min      |
| 7    | ROM  | Dragoș Coman      | 15:10,21 min      |
| 8    | AUS  | Craig Stevens     | 15:13,66 min      |

Finale: 21. August 2004, 19:39 Uhr

### 100 m Rücken
| Rang | Land | Athlet            | Zeit         |
| ---- | ---- | ----------------- | ------------ |
| 1    | USA  | Aaron Peirsol     | 54,06 s      |
| 2    | AUT  | Markus Rogan      | 54,35 s (NR) |
| 3    | JPN  | Tomomi Morita     | 54,36 s (CR) |
| 4    | USA  | Lenny Krayzelburg | 54,38 s      |
| 5    | AUS  | Matt Welsh        | 54,52 s      |
| 6    | HUN  | László Cseh       | 54,61 s      |
| 7    | GER  | Steffen Driesen   | 54,63 s      |
| 8    | GER  | Marco di Carli    | 55,27 s      |

Finale: 16. August, 19:59 Uhr
Die Silbermedaille von Markus Rogan war die erste Medaille für Österreich bei diesen Olympischen Spielen.

### 200 m Rücken
| Rang | Land | Athlet        | Zeit             |
| ---- | ---- | ------------- | ---------------- |
| 1    | USA  | Aaron Peirsol | 1:54,95 min (OR) |
| 2    | AUT  | Markus Rogan  | 1:57,35 min (NR) |
| 3    | ROM  | Răzvan Florea | 1:57,56 min      |
| 4    | GBR  | James Goddard | 1:57,76 min      |
| 5    | JPN  | Tomomi Morita | 1:58,40 min (CR) |
| 6    | FRA  | Simon Dufour  | 1:58,49 min      |
| 7    | GBR  | Gregor Tait   | 1:59,28 min      |
| 8    | SVN  | Blaž Medvešek | 2:00,06 min      |

Finale: 19. August 2004, 19:49 Uhr
Kurz nach dem Rennen wurde Aaron Peirsol (USA) wegen eines Beinfehlers nach der dritten Wende disqualifiziert und Markus Rogan (AUT) zum Sieger erklärt. Nach einem Protest der Amerikaner wurde der Entscheid nach 20 Minuten wieder korrigiert, da die Disqualifikation nicht in der offiziellen Veranstaltungssprache formuliert war. Für Österreich war dies die 100. Medaille bei Olympischen Sommerspielen.

### 100 m Brust
| Rang | Land | Athlet             | Zeit        |
| ---- | ---- | ------------------ | ----------- |
| 1    | JPN  | Kōsuke Kitajima    | 1:00,08 min |
| 2    | USA  | Brendan Hansen     | 1:00,25 min |
| 3    | FRA  | Hugues Duboscq     | 1:00,88 min |
| 4    | USA  | Mark Gangloff      | 1:01,17 min |
| 5    | KAZ  | Wladislaw Poljakow | 1:01,34 min |
| 6    | GBR  | James Gibson       | 1:01,36 min |
| 7    | GBR  | Darren Mew         | 1:01,66 min |
| 8    | UKR  | Oleh Lissohor      | 1:02,42 min |

Finale: 15. August 2004, 20:04 Uhr
Im Vorlauf konnte Jens Kruppa (GER) mit 1:01,19 min einen neuen deutschen Rekord aufstellen. Im Halbfinale schieden dann aber sowohl er als auch René Kolonko aus. Der Zweite des Finales, Brendan Hansen (USA), schwamm im Halbfinale neuen olympischen Rekord mit 1:00,01 min.

### 200 m Brust
| Rang | Land | Athlet             | Zeit             |
| ---- | ---- | ------------------ | ---------------- |
| 1    | JPN  | Kōsuke Kitajima    | 2:09,44 min (OR) |
| 2    | HUN  | Dániel Gyurta      | 2:10,80 min      |
| 3    | USA  | Brendan Hansen     | 2:10,87 min      |
| 4    | ITA  | Paolo Bossini      | 2:11,20 min      |
| 5    | KAZ  | Wladislaw Poljakow | 2:11,76 min      |
| 6    | CAN  | Mike Brown         | 2:11,94 min      |
| 7    | USA  | Scott Usher        | 2:11,95 min      |
|      | AUS  | Jim Piper          | DSQ              |

Finale: 18. August 2004, 19:30 Uhr

### 100 m Schmetterling
| Rang | Land | Athlet             | Zeit         |
| ---- | ---- | ------------------ | ------------ |
| 1    | USA  | Michael Phelps     | 51,25 s (OR) |
| 2    | USA  | Ian Crocker        | 51,29 s      |
| 3    | UKR  | Andrij Serdinow    | 51,36 s (CR) |
| 4    | GER  | Thomas Rupprath    | 52,27 s      |
| 5    | RUS  | Igor Martschenko   | 52,32 s      |
| 6    | BRA  | Gabriel Mangabeira | 52,34 s      |
| 7    | CRO  | Duje Draganja      | 52,46 s      |
| 8    | AUS  | Geoff Huegill      | 52,56 s      |

Finale: 20. August 2004, 19:40 Uhr
Andrij Serdinow (UKR) stellte im 1. Semifinale einen neuen olympischen Rekord mit 51,74 s auf. Im anschließenden 2. Semifinale wurde dieser von Michael Phelps (USA) auf 51,61 s verbessert.

### 200 m Schmetterling
| Rang | Land | Athlet             | Zeit             |
| ---- | ---- | ------------------ | ---------------- |
| 1    | USA  | Michael Phelps     | 1:54,04 min (OR) |
| 2    | JPN  | Takashi Yamamoto   | 1:54,56 min (CR) |
| 3    | GBR  | Stephen Parry      | 1:55,52 min      |
| 4    | POL  | Paweł Korzeniowski | 1:56,00 min      |
| 5    | ROM  | Ioan Gherghel      | 1:56,10 min      |
| 6    | CHN  | Wu Peng            | 1:56,28 min      |
| 7    | RUS  | Nikolai Skworzow   | 1:57,14 min      |
| 8    | USA  | Tom Malchow        | 1:57,48 min      |

Finale: 17. August 2004, 19:50 Uhr

### 200 m Lagen
| Rang | Land | Athlet              | Zeit             |
| ---- | ---- | ------------------- | ---------------- |
| 1    | USA  | Michael Phelps      | 1:57,14 min (OR) |
| 2    | USA  | Ryan Lochte         | 1:58,78 min      |
| 3    | TRI  | George Bovell       | 1:58,80 min      |
| 4    | HUN  | László Cseh         | 1:58,84 min      |
| 5    | BRA  | Thiago Pereira      | 2:00,11 min      |
| 6    | JPN  | Takahiro Mori       | 2:00,60 min      |
| 7    | LTU  | Vytautas Janušaitis | 2:01,20 min      |
| 8    | JPN  | Jirō Miki           | 2:02,16 min      |

Finale: 19. August 2004, 20:19 Uhr
Michael Phelps (USA) stellte im 1. Semifinale einen neuen olympischen Rekord in 1:58,52 min auf.

### 400 m Lagen
| Rang | Land | Athlet            | Zeit             |
| ---- | ---- | ----------------- | ---------------- |
| 1    | USA  | Michael Phelps    | 4:08,26 min (WR) |
| 2    | USA  | Erik Vendt        | 4:11,81 min      |
| 3    | HUN  | László Cseh       | 4:12,15 min      |
| 4    | ITA  | Alessio Boggiatto | 4:12,28 min      |
| 5    | TUN  | Oussama Mellouli  | 4:14,49 min (CR) |
| 6    | GRE  | Ioannis Kokkodis  | 4:18,60 min      |
| 7    | JPN  | Jirō Miki         | 4:19,97 min      |
| 8    | AUS  | Travis Nederpelt  | 4:20,08 min      |

Finale: 14. August 2004, 19:30 Uhr

### 4 × 100 m Freistil
| Rang | Land | Athleten | Zeit             |
| ---- | ---- | --- | ---------------- |
| 1    | RSA  | Roland Schoeman Lyndon Ferns Darian Townsend Ryk Neethling                                                                 | 3:13,17 min (WR) |
| 2    | NED  | Johan Kenkhuis Mitja Zastrow Klaas-Erik Zwering Pieter van den Hoogenband Vorlauf * : – Mark Veens                         | 3:14,36 min      |
| 3    | USA  | Ian Crocker Michael Phelps Neil Walker Jason Lezak Vorlauf: – Gabe Woodward – Nate Dusing – Neil Walker – Gary Hall junior | 3:14,62 min      |
| 4    | RUS  | Andrei Kapralow Jewgeni Lagunow Denis Pimankow Alexander Popow Vorlauf: – Iwan Ussow                                       | 3:15,75 min      |
| 5    | ITA  | Lorenzo Vismara Filippo Magnini Michele Scarica Christian Galenda Vorlauf: – Alessandro Calvi                              | 3:15,75 min      |
| 6    | AUS  | Michael Klim Todd Pearson Eamon Sullivan Ian Thorpe Vorlauf: – Ashley Callus – Jono van Hazel                              | 3:15,77 min      |
| 7    | FRA  | Romain Barnier Julien Sicot Fabien Gilot Frédérick Bousquet Vorlauf: – Amaury Leveaux                                      | 3:16,23 min      |
| 8    | GER  | Jens Schreiber Lars Conrad Torsten Spanneberg Stefan Herbst Vorlauf: – Stephan Kunzelmann – Christian Keller               | 3:17,18 min      |

Finale: 15. August 2004, 21:00 Uhr
* auch die im Vorlauf eingesetzten Athleten erhalten laut Olympischer Charta (Regel 70, 2.4) eine entsprechende Medaille, bzw. eine Urkunde (Plätze 1 bis 8)

### 4 × 200 m Freistil
| Rang | Land | Athleten | Zeit             |
| ---- | ---- | --- | ---------------- |
| 1    | USA  | Michael Phelps Ryan Lochte Peter Vanderkaay Klete Keller Vorlauf: – Scott Goldblatt – Daniel Ketchum                        | 7:07,33 min (CR) |
| 2    | AUS  | Grant Hackett Michael Klim Nicholas Sprenger Ian Thorpe Vorlauf: – Todd Pearson – Antony Matkovich – Craig Stevens          | 7:07,46 min      |
| 3    | ITA  | Emiliano Brembilla Massimiliano Rosolino Simone Cercato Filippo Magnini Vorlauf: – Matteo Pelliciari – Federico Cappellazzo | 7:11,83 min      |
| 4    | GBR  | Simon Burnett Gavin Meadows David O’Brien Ross Davenport Vorlauf: – Gavin Meadows – David Carry                             | 7:12,60 min      |
| 5    | CAN  | Brent Hayden Brian Johns Andrew Hurd Rick Say Vorlauf: – Mark Johnstone                                                     | 7:13,33 min      |
| 6    | GER  | Jens Schreiber Heiko Hell Lars Conrad Christian Keller Vorlauf: – Johannes Österling – Stefan Herbst                        | 7:16,51 min      |
| 7    | FRA  | Amaury Leveaux Fabien Horth Nicolas Kintz Nicolas Rostoucher                                                                | 7:17,43 min      |
| 8    | GRE  | Apostolos Antonopoulos Dimitrios Manganas Andreas Zisimos Nikolaos Kylouris                                                 | 7:23,02 min      |

Finale: 17. August 2004, 20:51 Uhr

### 4 × 100 m Lagen
| Rang | Land | Athleten | Zeit             |
| ---- | ---- | --- | ---------------- |
| 1    | USA  | Aaron Peirsol Brendan Hansen Ian Crocker Jason Lezak Vorlauf: – Lenny Krayzelburg – Mark Gangloff – Michael Phelps – Neil Walker | 3:30,68 min (WR) |
| 2    | GER  | Steffen Driesen Jens Kruppa Thomas Rupprath Lars Conrad Vorlauf: – Helge Meeuw                                                   | 3:33,62 min (CR) |
| 3    | JPN  | Tomomi Morita Kōsuke Kitajima Takashi Yamamoto Yoshihiro Okumura                                                                 | 3:35,22 min (CR) |
| 4    | RUS  | Arkadi Wjattschanin Roman Sludnow Igor Martschenko Alexander Popow Vorlauf: – Andrei Kapralow                                    | 3:35,91 min      |
| 5    | FRA  | Simon Dufour Hugues Duboscq Franck Esposito Frédérick Bousquet                                                                   | 3:36,57 min      |
| 6    | UKR  | Pawlo Illitschow Oleh Lissohor Andrij Serdinow Jurij Jehoschyn Vorlauf: – Walerij Dymo – Denys Sylantjew                         | 3:36,87 min      |
| 7    | HUN  | László Cseh Richárd Bodor Zsolt Gáspár Attila Zubor                                                                              | 3:37,46 min      |
| 8    | GBR  | Gregor Tait James Gibson James Hickman Matthew Kidd                                                                              | 3:37,77 min      |

Finale: 21. August 2004, 21:30 Uhr
Der US-amerikanische Startschwimmer Aaron Peirsol stellte mit 53,45 s einen neuen Weltrekord über 100 Meter Rücken auf.

## Ergebnisse Frauen

### 50 m Freistil
| Rang | Land | Athletin           | Zeit    |
| ---- | ---- | ------------------ | ------- |
| 1    | NED  | Inge de Bruijn     | 24,58 s |
| 2    | FRA  | Malia Metella      | 24,89 s |
| 3    | AUS  | Lisbeth Lenton     | 24,91 s |
| 4    | SWE  | Therese Alshammar  | 24,93 s |
| 5    | USA  | Kara Lynn Joyce    | 25,00 s |
| 6    | AUS  | Michelle Engelsman | 25,06 s |
| 7    | USA  | Jenny Thompson     | 25,11 s |
| 8    | ITA  | Flavia Cazziolato  | 25,20 s |

Finale: 21. August 2004, 21:30 Uhr
Sandra Völker (GER) schied mit einer Zeit von 25,74 s (Platz 18) bereits in den Vorläufen aus.

### 100 m Freistil
| Rang | Land | Athletin                | Zeit    |
| ---- | ---- | ----------------------- | ------- |
| 1    | AUS  | Jodie Henry             | 53,84 s |
| 2    | NED  | Inge de Bruijn          | 54,16 s |
| 3    | USA  | Natalie Coughlin        | 54,40 s |
| 4    | FRA  | Malia Metella           | 54,50 s |
| 5    | USA  | Kara Lynn Joyce         | 54,54 s |
| 6    | GRE  | Nery Mantey Niangkouara | 54,81 s |
| 7    | SVK  | Martina Moravcová       | 55,12 s |
| 8    | BLR  | Alena Poptschanka       | 55,24 s |

Finale: 19. August 2004, 20:35 Uhr
Jodie Henry (AUS) schwamm im 1. Semifinale einen neuen Weltrekord mit 53,52 s.

### 200 m Freistil
| Rang | Land | Athletin              | Zeit        |
| ---- | ---- | --------------------- | ----------- |
| 1    | ROM  | Camelia Potec         | 1:58,03 min |
| 2    | ITA  | Federica Pellegrini   | 1:58,22 min |
| 3    | FRA  | Solenne Figuès        | 1:58,45 min |
| 4    | POL  | Paulina Barzycka      | 1:58,62 min |
| 5    | GER  | Franziska van Almsick | 1:58,88 min |
| 6    | USA  | Dana Vollmer          | 1:58,98 min |
| 7    | CHN  | Pang Jiaying          | 1:59,16 min |
| 8    | SWE  | Josefin Lillhage      | 1:59,20 min |

Finale: 17. August 2004, 19:43 Uhr

### 400 m Freistil
| Rang | Land | Athletin           | Zeit             |
| ---- | ---- | ------------------ | ---------------- |
| 1    | FRA  | Laure Manaudou     | 4:05,34 min (CR) |
| 2    | POL  | Otylia Jędrzejczak | 4:05,84 min      |
| 3    | USA  | Kaitlin Sandeno    | 4:06,19 min      |
| 4    | ROM  | Camelia Potec      | 4:06,34 min      |
| 5    | JPN  | Ai Shibata         | 4:07,51 min      |
| 6    | JPN  | Sachiko Yamada     | 4:10,91 min      |
| 7    | AUS  | Linda Mackenzie    | 4:10,92 min      |
| 8    | GBR  | Rebecca Cooke      | 4:11,35 min      |

Finale: 15. August 2004, 20:51 Uhr
Die deutsche Weltmeisterin Hannah Stockbauer kam mit einer Vorlaufzeit von 4:10,46 min (Platz 12) nicht ins Finale.

### 800 m Freistil
| Rang | Land | Athletin         | Zeit        |
| ---- | ---- | ---------------- | ----------- |
| 1    | JPN  | Ai Shibata       | 8:24,54 min |
| 2    | FRA  | Laure Manaudou   | 8:24,96 min |
| 3    | USA  | Diana Munz       | 8:26,61 min |
| 4    | USA  | Kalyn Keller     | 8:26,97 min |
| 5    | ESP  | Erika Villaécija | 8:29,04 min |
| 6    | GBR  | Rebecca Cooke    | 8:29,37 min |
| 7    | GER  | Jana Henke       | 8:33,95 min |
| 8    | ROM  | Simona Păduraru  | 8:37,02 min |

Finale: 20. August 2004, 19:46 Uhr
Die deutsche Weltmeisterin Hannah Stockbauer kam mit einer Vorlaufzeit von 8:38,17 min (Platz 16) nicht ins Finale.

### 100 m Rücken
| Rang | Land | Athletin            | Zeit             |
| ---- | ---- | ------------------- | ---------------- |
| 1    | USA  | Natalie Coughlin    | 1:00,37 min      |
| 2    | ZIM  | Kirsty Coventry     | 1:00,50 min (CR) |
| 3    | FRA  | Laure Manaudou      | 1:00,88 min      |
| 4    | JPN  | Reiko Nakamura      | 1:01,05 min      |
| 5    | ESP  | Nina Schiwanewskaja | 1:01,12 min      |
| 6    | GER  | Antje Buschschulte  | 1:01,39 min      |
| 7    | DEN  | Louise Ørnstedt     | 1:01,51 min      |
| 8    | USA  | Haley Cope          | 1:01,76 min      |

Finale: 16. August, 19:52 Uhr

### 200 m Rücken
| Rang | Land | Athletin            | Zeit             |
| ---- | ---- | ------------------- | ---------------- |
| 1    | ZIM  | Kirsty Coventry     | 2:09,19 min (CR) |
| 2    | RUS  | Stanislawa Komarowa | 2:09,72 min      |
| 3    | GER  | Antje Buschschulte  | 2:09,88 min      |
| 3    | JPN  | Reiko Nakamura      | 2:09,88 min      |
| 5    | USA  | Margaret Hoelzer    | 2:10,70 min      |
| 6    | DEN  | Louise Ørnstedt     | 2:11,15 min      |
| 7    | GBR  | Katy Sexton         | 2:12,11 min      |
| 8    | JPN  | Aya Terakawa        | 2:12,90 min      |

Finale: 20. August 2004, 19:30 Uhr
Kirsty Coventry ist die erste Goldmedaillengewinnerin im Schwimmen aus Simbabwe.

### 100 m Brust
| Rang | Land | Athletin            | Zeit             |
| ---- | ---- | ------------------- | ---------------- |
| 1    | CHN  | Luo Xuejuan         | 1:06,64 min (OR) |
| 2    | AUS  | Brooke Hanson       | 1:07,15 min      |
| 3    | AUS  | Leisel Jones        | 1:07,16 min      |
| 4    | USA  | Amanda Beard        | 1:07,44 min      |
| 5    | GER  | Sarah Poewe         | 1:07,53 min      |
| 6    | USA  | Tara Kirk           | 1:07,59 min      |
| 7    | UKR  | Switlana Bondarenko | 1:08,19 min      |
|      | CHN  | Qi Hui              | DSQ              |

Finale: 16. August 2004, 20:15 Uhr
Leisel Jones (AUS) schwamm im 1. Semifinale neuen olympischen Rekord mit 1:06,78 min. Sarah Poewe schwamm im 1. Semifinale einen neuen deutschen Rekord mit 1:07,48 min.

### 200 m Brust
| Rang | Land | Athletin      | Zeit             |
| ---- | ---- | ------------- | ---------------- |
| 1    | USA  | Amanda Beard  | 2:23,37 min (OR) |
| 2    | AUS  | Leisel Jones  | 2:23,60 min      |
| 3    | GER  | Anne Poleska  | 2:25,82 min (NR) |
| 4    | JPN  | Masami Tanaka | 2:25,87 min      |
| 5    | HUN  | Ágnes Kovács  | 2:26,12 min      |
| 6    | CHN  | Qi Hui        | 2:26,35 min      |
| 7    | AUT  | Mirna Jukić   | 2:26,36 min      |
| 8    | AUS  | Brooke Hanson | 2:26,39 min      |

Finale: 19. August 2004, 19:41 Uhr

### 100 m Schmetterling
| Rang | Land | Athletin           | Zeit    |
| ---- | ---- | ------------------ | ------- |
| 1    | AUS  | Petria Thomas      | 57,72 s |
| 2    | POL  | Otylia Jędrzejczak | 57,84 s |
| 3    | NED  | Inge de Bruijn     | 57,99 s |
| 4    | AUS  | Jess Schipper      | 58,22 s |
| 5    | USA  | Jenny Thompson     | 58,72 s |
| 6    | SVK  | Martina Moravcová  | 58,96 s |
| 7    | BLR  | Alena Poptschanka  | 59,06 s |
| 8    | JPN  | Junko Ōnishi       | 59,83 s |

Finale: 15. August 2004, 19:57 Uhr

### 200 m Schmetterling
| Rang | Land | Athletin           | Zeit        |
| ---- | ---- | ------------------ | ----------- |
| 1    | POL  | Otylia Jędrzejczak | 2:06,05 min |
| 2    | AUS  | Petria Thomas      | 2:06,36 min |
| 3    | JPN  | Yūko Nakanishi     | 2:08,04 min |
| 4    | USA  | Kaitlin Sandeno    | 2:08,18 min |
| 5    | AUS  | Felicity Galvez    | 2:09,28 min |
| 6    | DEN  | Mette Jacobsen     | 2:10,01 min |
| 7    | ITA  | Paola Cavallino    | 2:10,14 min |
| 8    | HUN  | Éva Risztov        | 2:10,58 min |

Finale: 18. August 2004, 20:13 Uhr

### 200 m Lagen
| Rang | Land | Athletin         | Zeit             |
| ---- | ---- | ---------------- | ---------------- |
| 1    | UKR  | Jana Klotschkowa | 2:11,14 min      |
| 2    | USA  | Amanda Beard     | 2:11,70 min (CR) |
| 3    | ZIM  | Kirsty Coventry  | 2:12,72 min (CR) |
| 4    | HUN  | Ágnes Kovács     | 2:13,58 min      |
| 5    | GER  | Teresa Rohmann   | 2:13,70 min      |
| 6    | AUS  | Lara Carroll     | 2:13,74 min      |
| 7    | USA  | Katie Hoff       | 2:13,97 min      |
| 8    | ROM  | Beatrice Câșlaru | 2:15,40 min      |

Finale: 17. August 2004, 20:43 Uhr

### 400 m Lagen
| Rang | Land | Athletin              | Zeit             |
| ---- | ---- | --------------------- | ---------------- |
| 1    | UKR  | Jana Klotschkowa      | 4:34,83 min      |
| 2    | USA  | Kaitlin Sandeno       | 4:34,95 min (CR) |
| 3    | ARG  | Georgina Bardach      | 4:37,51 min      |
| 4    | HUN  | Éva Risztov           | 4:39,29 min      |
| 5    | BRA  | Joanna Maranhão       | 4:40,00 min      |
| 6    | GER  | Nicole Hetzer         | 4:40,20 min      |
| 7    | KOR  | Nam Yoo-sun           | 4:50,35 min      |
| 8    | GRE  | Vasiliki Angelopoulou | 4:50,85 min      |

Finale: 14. August 2004, 20:13 Uhr

### 4 × 100 m Freistil
| Rang | Land | Athletinnen | Zeit             |
| ---- | ---- | --- | ---------------- |
| 1    | AUS  | Alice Mills Lisbeth Lenton Petria Thomas Jodie Henry Vorlauf: – Sarah Ryan                                        | 3:35,94 min (WR) |
| 2    | USA  | Lynn Joyce Natalie Coughlin Amanda Weir Jenny Thompson Vorlauf: – Colleen Lanne – Lindsay Benko – Maritza Correia | 3:36,39 min (CR) |
| 3    | NED  | Chantal Groot Inge Dekker Marleen Veldhuis Inge de Bruijn Vorlauf: – Annabel Kosten                               | 3:37,59 min      |
| 4    | GER  | Antje Buschschulte Petra Dallmann Daniela Götz Franziska van Almsick Vorlauf: – Britta Steffen                    | 3:37,94 min      |
| 5    | FRA  | Solenne Figuès Céline Couderc Aurore Mongel Malia Metella                                                         | 3:40,23 min      |
| 6    | GBR  | Melanie Marshall Kathryn Evans Karen Pickering Lisa Chapman Vorlauf: – Alison Sheppard                            | 3:40,82 min      |
| 7    | SWE  | Josefin Lillhage Johanna Sjöberg Therese Alshammar Anna-Karin Kammerling Vorlauf: – Cathrin Carlzon               | 3:41,22 min      |
| 8    | CHN  | Cheng Jiaru Xu Yanwei Yang Yu Zhu Yingwen                                                                         | 3:42,90 min      |

Finale: 14. August 2004, 20:53 Uhr

### 4 × 200 m Freistil
| Rang | Land | Athletinnen | Zeit             |
| ---- | ---- | --- | ---------------- |
| 1    | USA  | Natalie Coughlin Carly Piper Dana Vollmer Kaitlin Sandeno Vorlauf: – Lindsay Benko – Rhi Jeffrey – Rachel Komisarz       | 7:53,42 min (WR) |
| 2    | CHN  | Zhu Yingwen Xu Yanwei Yang Yu Pang Jiaying Vorlauf: – Li Ji                                                              | 7:55,97 min (CR) |
| 3    | GER  | Franziska van Almsick Petra Dallmann Antje Buschschulte Hannah Stockbauer Vorlauf: – Janina-Kristin Götz – Sara Harstick | 7:57,35 min      |
| 4    | AUS  | Alice Mills Elka Graham Shayne Reese Petria Thomas Vorlauf: – Linda Mackenzie – Giaan Rooney                             | 7:57,40 min (CR) |
| 5    | GBR  | Melanie Marshall Georgina Lee Caitlin McClatchey Karen Pickering Vorlauf: – Joanne Jackson                               | 7:59,11 min      |
| 6    | ESP  | Tatiana Rouba Melissa Caballero Arantxa Ramos Erika Villaécija                                                           | 8:02,11 min      |
| 7    | BRA  | Joanna Maranhão Monique Perreira Mariana Brochado Paula Ribeiro                                                          | 8:05,29 min      |
| 8    | SWE  | Josefin Lillhage Ida Mattsson Malin Svahnström Lotta Wanberg Vorlauf: – Johanna Sjöberg                                  | 8:08,34 min      |

Finale: 18. August 2004, 21:01 Uhr

### 4 × 100 m Lagen
| Rang | Land | Athletinnen | Zeit             |
| ---- | ---- | --- | ---------------- |
| 1    | AUS  | Giaan Rooney Leisel Jones Petria Thomas Jodie Henry Vorlauf: – Brooke Hanson – Jessicah Schipper – Alice Mills                 | 3:57,32 min (WR) |
| 2    | USA  | Natalie Coughlin Amanda Beard Jenny Thompson Kara Lynn Joyce Vorlauf: – Haley Cope – Tara Kirk – Rachel Komisarz – Amanda Weir | 3:59,12 min      |
| 3    | GER  | Antje Buschschulte Sarah Poewe Franziska van Almsick Daniela Götz                                                              | 4:00,72 min (CR) |
| 4    | CHN  | Chen Xiujun Luo Xuejuan Zhou Yafei Zhu Yingwen Vorlauf: – Zhan Shu – Qi Hui                                                    | 4:03,35 min      |
| 5    | JPN  | Reiko Nakamura Masami Tanaka Junko Ōnishi Tomoko Nagai Vorlauf: – Noriko Inada                                                 | 4:04,83 min      |
| 6    | NED  | Stefanie Luiken Madelon Baans Inge de Bruijn Marleen Veldhuis Vorlauf: – Chantal Groot                                         | 4:07,36 min      |
| 7    | ESP  | Nina Schiwanewskaja Sara Pérez María Peláez Tatiana Rouba                                                                      | 4:07,61 min      |
|      | GBR  | Katy Sexton Kirsty Balfour Georgina Lee Kathryn Evans Vorlauf: – Melanie Marshall – Sarah Price                                | DSQ              |

Finale: 21. August 2004, 20:10 Uhr